# La Naissance du Dragon
Pour plus de détails, voir Fiche technique et Distribution.
La Naissance du Dragon (Birth of the Dragon) est un film chinois réalisé par George Nolfi, sorti en 2016.

## Synopsis
En 1964, Bruce Lee est propriétaire d'une académie de wing chun à San Francisco. Deux de ses étudiants, McKee et Vinnie Wei, découvrent que le maître Wong Jack-man va venir aux États-Unis pour y observer les pratiques du kung fu.

## Fiche technique
- Titre : La Naissance du Dragon
- Titre original : Birth of the Dragon
- Réalisation : George Nolfi
- Scénario : Stephen J. Rivele, Christopher Wilkinson d'après l'article Bruce Lee's Toughest Fight Michael Dorgan
- Musique : Reza Safinia et H. Scott Salinas
- Photographie : Amir Mokri
- Montage : Joel Viertel
- Production : Michael London, Hong Pang, Stephen J. Rivele, Christopher Wilkinson, Janice Williams et Leo Shi Young
- Société de production : Anomaly Entertainment, Groundswell Productions, Kylin Pictures et WWE Studios
- Société de distribution : BH Tilt (États-Unis)
- Pays :  Chine,  Canada et  États-Unis
- Genre : Action, biopic et drame
- Durée : 95 minutes
- Dates de sortie : 
  -  Canada : 13 septembre 2016 (Festival international du film de Toronto)
  -  États-Unis : 25 août 2017

## Distribution
- Philip Ng : Bruce Lee
- Xia Yu : Wong Jack-man
- Billy Magnussen : Steve McKee
- Jin Xing : tante Blossom
- Qu Jingjing : Xiulan Quan
- Ron Yuan : Tony Yu
- Terry Chen : Frankie Chen
- Vanness Wu : Sonny Lo

## Accueil
Le film a reçu un accueil défavorable de la critique. Il obtient un score moyen de 35 % sur Metacritic.